# کیت سایمونس
کیت سایمونس (انگلیسی: Kit Symons؛ زادهٔ ۸ مارس ۱۹۷۱) بازیکن فوتبال اهل بریتانیا است.
از باشگاه‌هایی که در آن بازی کرده‌است می‌توان به باشگاه فوتبال منچستر سیتی، باشگاه فوتبال پورتسموث، باشگاه فوتبال فولام و باشگاه فوتبال کریستال پالاس اشاره کرد.
وی همچنین در تیم ملی فوتبال ولز بازی کرده‌است.